# Syzygium lecardii
Syzygium lecardii är en myrtenväxtart som beskrevs av André Guillaumin. Syzygium lecardii ingår i släktet Syzygium och familjen myrtenväxter.
Artens utbredningsområde är Nya Kaledonien. Inga underarter finns listade i Catalogue of Life.